# مذيع أخبار
مذيع أخبار أو قارئ أخبار أو مقدم أخبار هو الشخص الذي يقوم بتقديم نشرة الأخبار سواء على التلفاز أو الراديو أو الإنترنت.